# Ida-Virumaa
Ida-Virumaa (svenska: Östra Wierland eller Östvirland; estniska Ida-Viru maakond eller Ida-Virumaa) är ett landskap i Estland. Landskapets residensstad är Jõhvi och dess största stad är Narva. Landshövding är för närvarande Andres Noormägi. I landskapets berggrund finns stora mängder oljeskiffer. 
Idu-Virumaa ligger i nordöstra Estland och angränsar till Finska viken i norr, Ryssland i öst, sjön Peipus i söder, landskapet Jõgevamaa i sydväst och Lääne-Virumaa i väster. Landskapet utgör den östra delen av det historiska landskapet Wierland.
2017 minskades landskapet som en följd av kommunsammanslagningar då området motsvarande den tidigare kommunen Aseri tillfördes landskapet Lääne-Virumaa samtidigt som området motsvarande de tidigare kommunerna Avinurme och Lohusuu tillfördes landskapet Jõgevamaa.

## Demografi
Den 1 januari 2013 var 72,8 % av befolkningen ryssar, 19,5 % ester, 2,3 % ukrainare, 2,2 % vitryssar och 0,9 % finländare.

## Kommuner

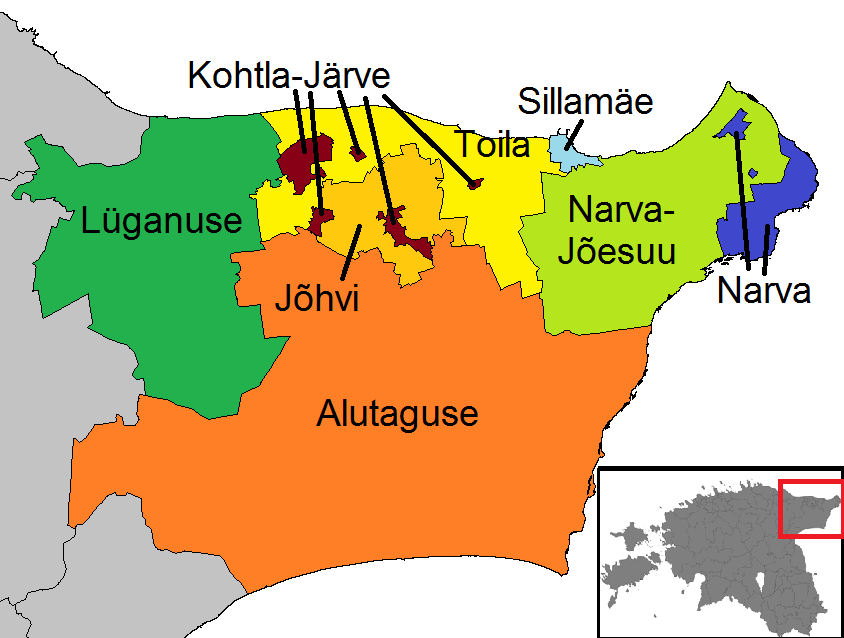
Kommuner i landskapet Ida-Virumaa.

Landskapet är sedan 2017 indelat i åtta kommuner, varav fyra stadskommuner.

### Stadskommuner
- Kohtla-Järve
- Narva
- Narva-Jõesuu
- Sillamäe

### Landskommuner
- Alutaguse
- Jõhvi (inkluderar staden Jõhvi)
- Lüganuse (inkluderar städerna Kiviõli och Püssi)
- Toila (inkluderar köpingen Kohtla-Nõmme)

## Tidigare kommuner

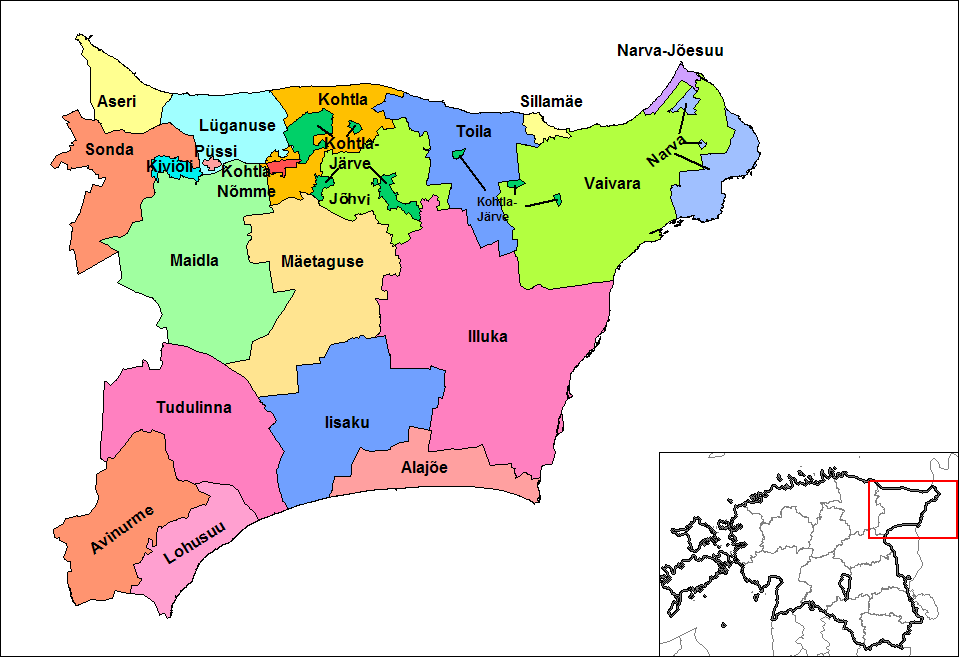
Kommunindelningen i landskapet Ida-Virumaa 2005-2013.

Landskapet har tidigare varit indelat i 23 kommuner, varav sju stadskommuner och en köpingskommun.

### Stadskommuner
- Jõhvi
- Kiviõli
- Kohtla-Järve
- Narva
- Narva-Jõesuu
- Püssi
- Sillamäe

### Köpingskommuner
- Kohtla-Nõmme

### Landskommuner
- Alajõe
- Aseri
- Avinurme
- Iisaku
- Illuka
- Jõhvi
- Kohtla
- Lohusuu
- Lüganuse
- Maidla
- Mäetaguse
- Sonda
- Toila
- Tudulinna
- Vaivara

### Administrativ historik
- 2005 uppgick Jõhvi stad i Jõhvi kommun.
- 2013 uppgick Püssi stad samt Maidla kommun i Lüganuse kommun.

## Orter
Efter gränsjusteringar som följd av kommunreformen 2017 finns det i landskapet Ida-Virumaa sju städer, en köping, 11 småköpingar samt 175 byar.

### Städer
- Jõhvi
- Kiviõli
- Kohtla-Järve
- Narva
- Narva-Jõesuu
- Püssi
- Sillamäe

### Köpingar
- Kohtla-Nõmme

### Småköpingar
- Erra
- Iisaku
- Lüganuse
- Mäetaguse
- Olgina
- Sinimäe
- Sonda
- Tammiku
- Toila
- Tudulinna
- Voka